# Brudklänning

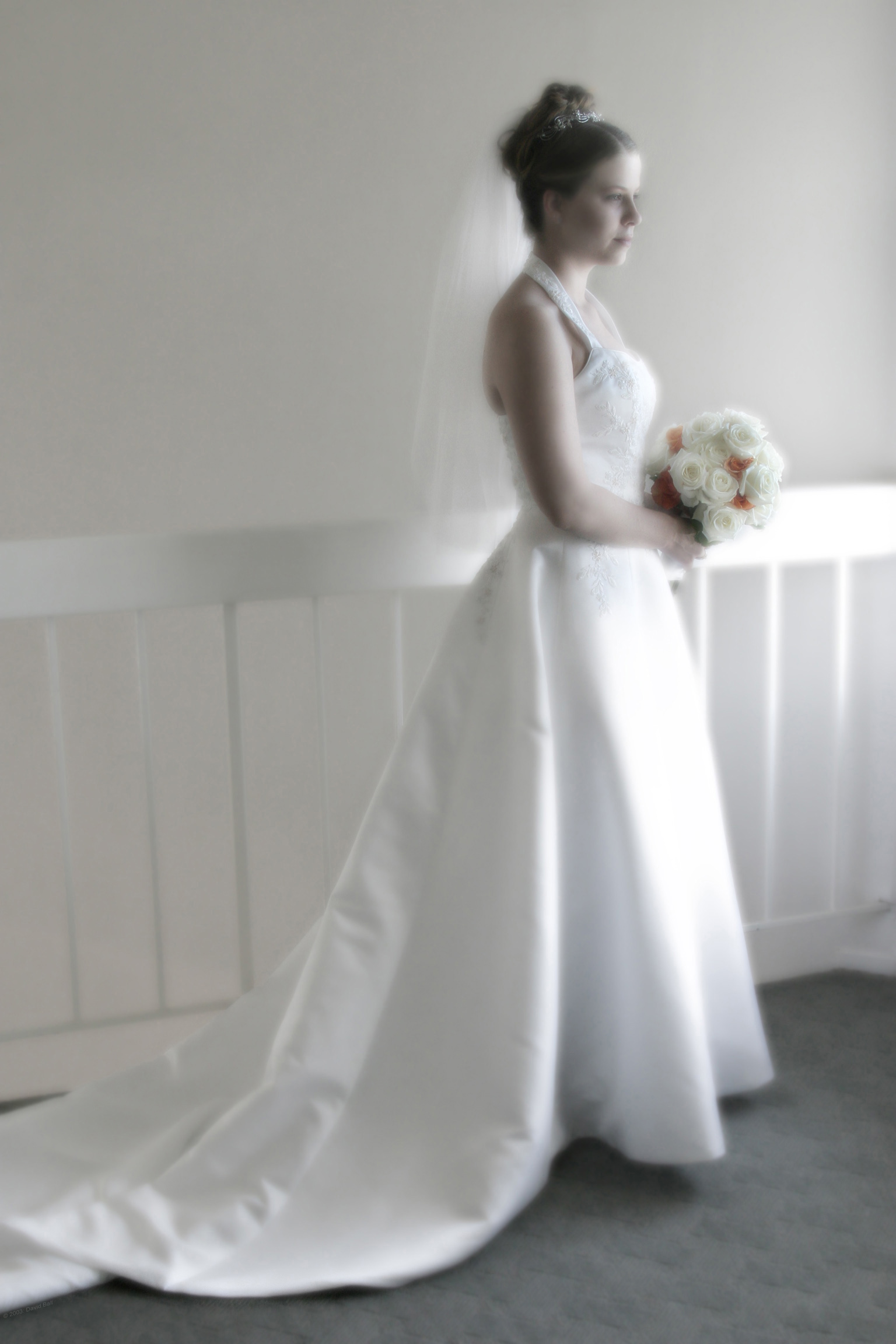
Exempel på brudklänning.

Brudklänning är en klänning som uteslutande används i samband med bröllop eller vigsel. Vitt är numera den traditionella färgen för brudklänning, men även pastellfärger som krämvitt, champagne och blekrosa förekommer. Det anses dock inte vara ett etikettsbrott att välja en klänning i en helt annan färg och även klänningar med inslag av blått, rött och svart förekommer. 

## Historia
Ett av de tidigaste exemplen på vit bruddräkt är den klänning som Maria de Medici bar år 1600. Under den så kallade första empiren (directoiren, 1799–1805) blev vit brudklädsel sed bland överklassens kvinnor i Europa. När drottning Viktoria gifte sig i vitt 1840 var det etablerat som bröllopsfärg i Europas högre stånd.
Allmogen gifte sig däremot traditionellt i folkdräkt eller i de bästa kläder man ägde. Långt in på 1800-talet kunde även en något bättre bemedlad brud bära en starkt färgad eller mönstrad klänning. Fördelen med en sådan klänning var att den kunde användas igen som balklänning. Under andra hälften av 1800-talet blev svart sidenklänning det vanligaste brudklädseln, och starka färger började anses opassande. Bruket av vit klänning blev allmänt utbrett i modekretsar först på 1880-talet och efter första världskriget slog det igenom i befolkningen som helhet.
Den kristna kyrkan ville framhålla den kristna aspekten av äktenskapet, att bruden skulle framstå som kysk och oskuldsfull. Dessutom ville den alltmer välbärgade borgarklassen visa upp sitt välstånd genom att utrusta bruden med en klänning som bara kunde bäras en gång. 
Inspirationen till brudklänningarnas utseende kom ofta från diverse kungliga bröllop. På senare tid bidrog prinsessan Dianas sagolika brudklänning från 1981 till en trend med romantiska bröllopskläder.
Till brudklänning hör ofta brudbukett och slöja. Ofta bär bruden traditionella men exklusiva underkläder.

## Bilder

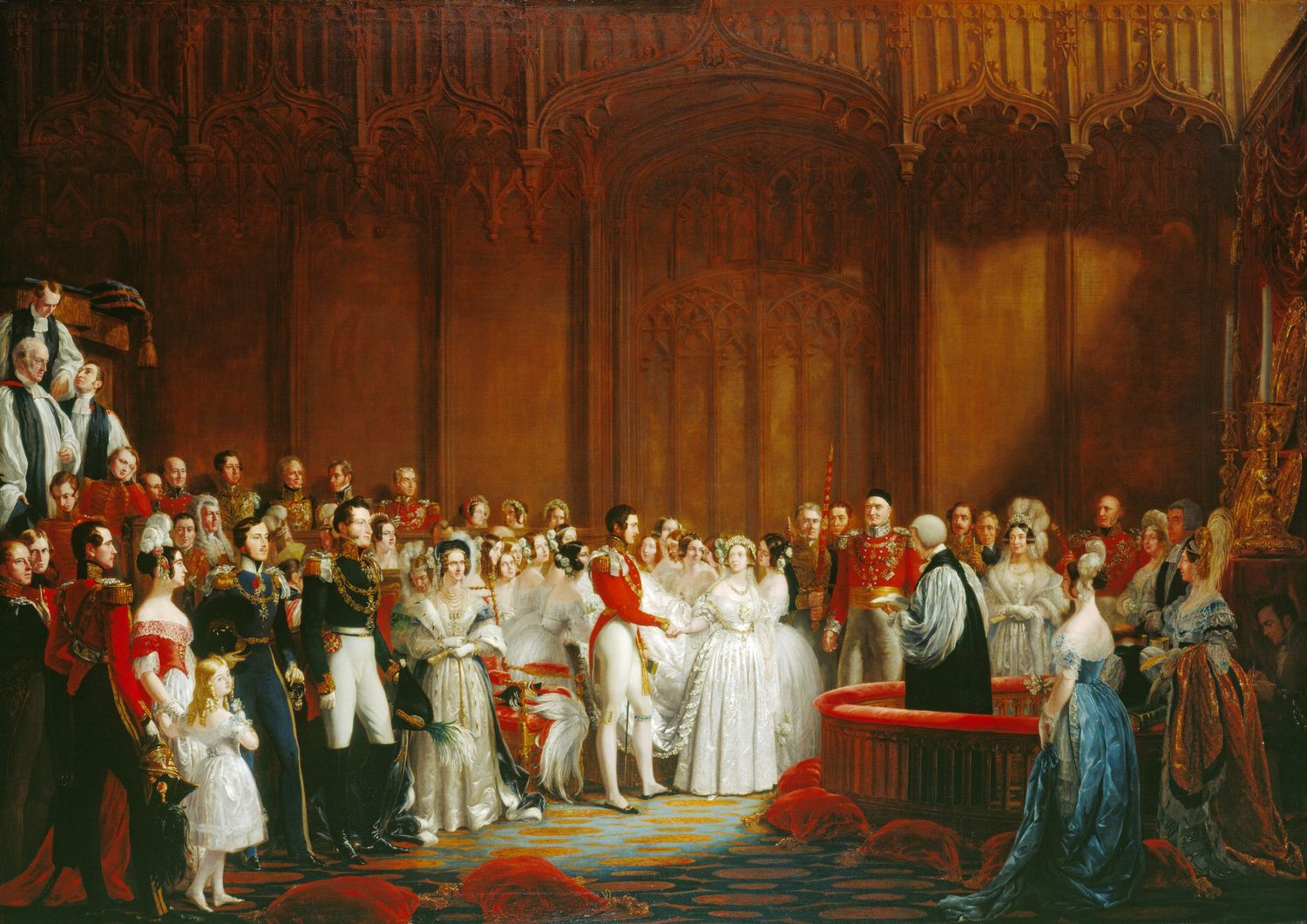
Drottning Victorias bröllop 1840
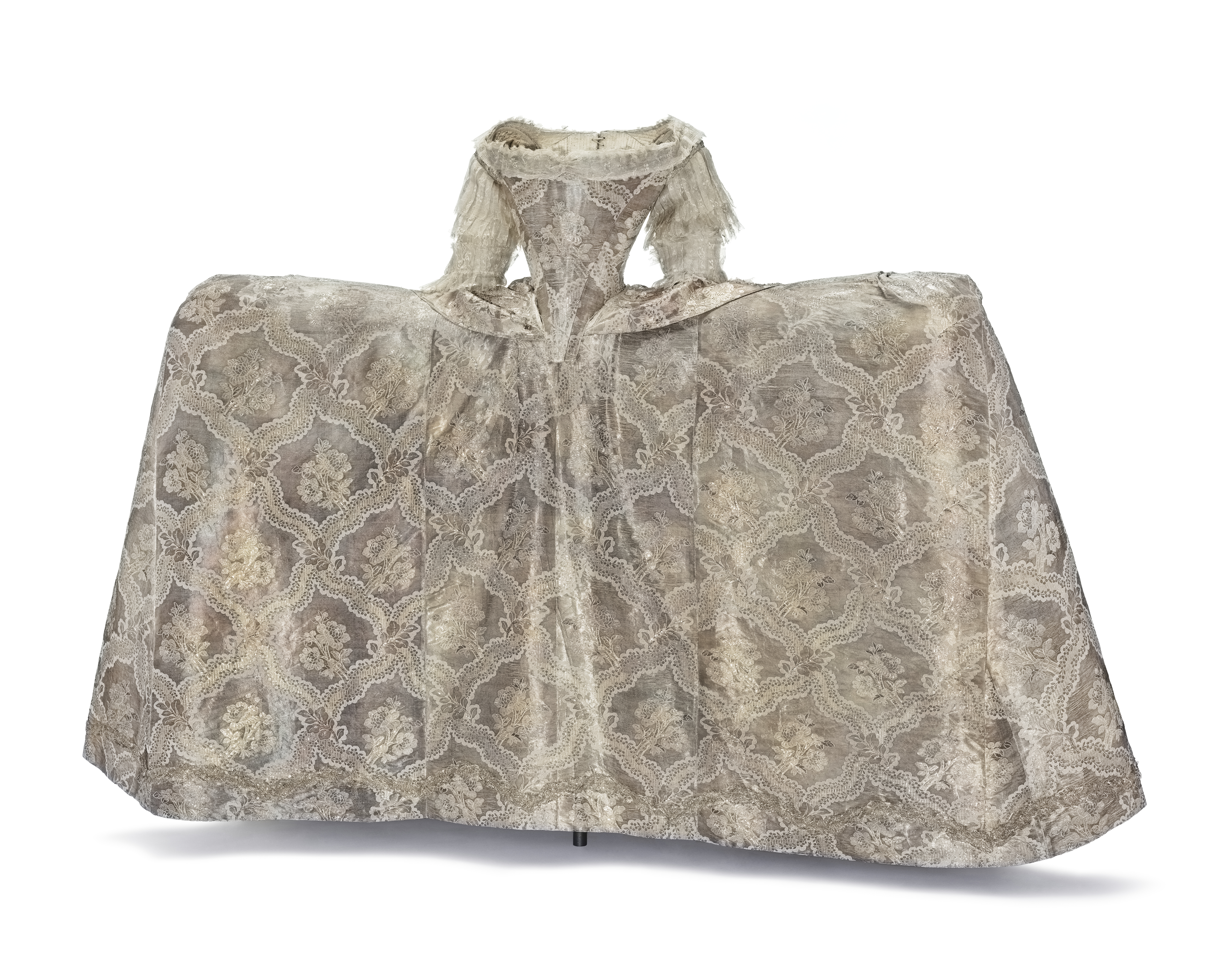
Sofia Magdalenas brudklänning (1766).
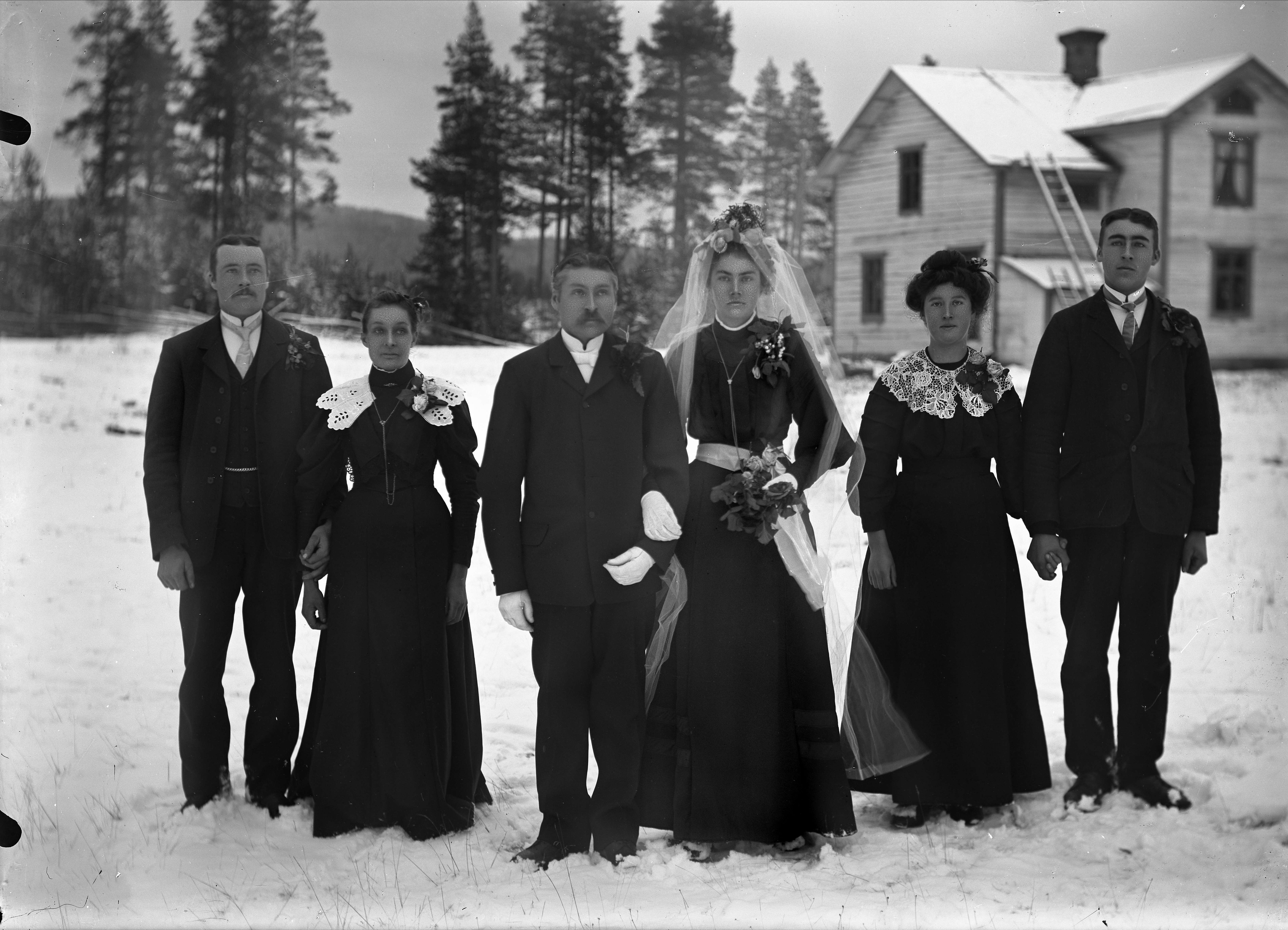
Exempel på svart brudklänning. Bröllop i Bodums socken, Ångermanland, tidigt 1900-tal.
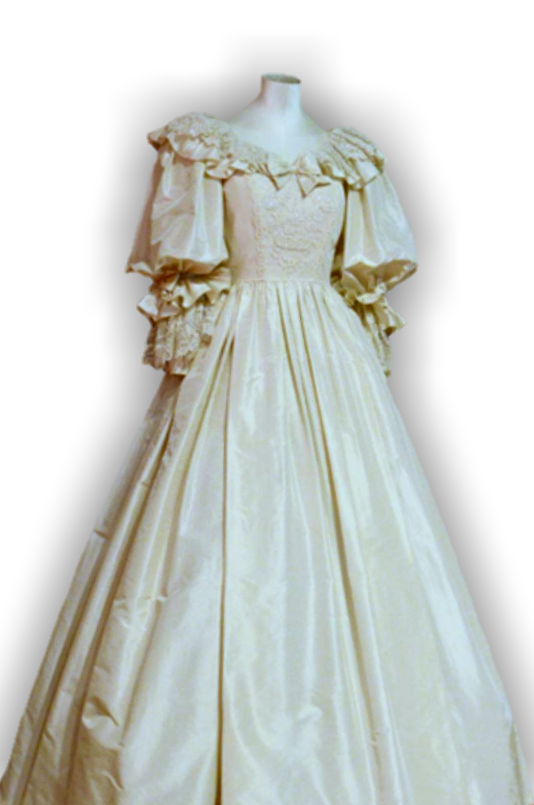
Prinsessan Dianas brudklänning.